# Batalla del comboi Duisburg
La batalla del comboi de Duisburg, també anomenada batalla del comboi BETA es va lliurar la nit del 8 al 9 de novembre de 1941 entre un comboi italià , els seus escortes i quatre vaixells britànics. El comboi va rebre el nom de BETA (Duisburg fa referència al vaixell més gran) per les autoritats navals italianes i portava subministraments per als colons civils, per al Regio Esercito i per a l'Afrika Korps a la Líbia italiana.
La Força K de la Royal Navy, amb base a Malta, va ser enviada per atacar el comboi basant-se en la informació recollida a partir de desxifrats de senyals de l'Eix codificats a la màquina Enigma, coberts pel vol fortuït d'un avió de reconeixement. El comboi, va ser aniquilat i el destructor Fulmine va ser enfonsat, sense pèrdues i gairebé sense danys a la Força K. El destructor de classe Maestrale Libeccio va ser enfonsat l'endemà pel submarí britànic HMS Upholder, mentre recollia supervivents.
Els italians van ser severament criticats per l'agregat naval alemany i pressionats perquè acceptessin oficials d'enllaç a la Supermarina (quarter general de la Regia Marina) i als seus vaixells. Els intents italians de reduir el risc d'intercepció per part de les forces britàniques, enviant vaixells individuals, parelles i combois més petits des de diversos ports alhora van ser inútils, perquè els britànics estaven llegint els codis navals italians; el següent comboi es va veure obligat a tornar a port.

## Rerefons

### Bel·ligerància italiana
La declaració de guerra per part d'Itàlia el 10 de juny de 1940 va situar la Regia Aeronautica a cavall de la tradicional ruta marítima britànica als ports de l'oceà Índic a través de la Mediterrània i el Canal de Suez a Egipte. La Regia Marina va triplicar aproximadament el nombre de cuirassats, creuers i submarins disponibles per a l'Eix contra la Royal Navy. Els britànics havien mantingut l'extrem oriental de la Mediterrània i França l'extrem occidental però el 25 de juny de 1940 la caiguda de França va posar fi a la participació de la Marine Nationale en la dominació aliada de la Mediterrània. La Força H britànica va basar-se a Gibraltar, la Flota de la Mediterrània a Alexandria a Egipte i va utilitzar l'illa de Malta a la Mediterrània central com a base d'operacions. El setembre de 1940, es va produir la invasió italiana d'Egipte des de la Líbia italiana (Africa Settentrionale Italiana - ASI) que va conduir a la captura de Sidi Barrani. L'exèrcit italià va envair Grècia l'octubre següent.

### 1940–1941
A principis de novembre de 1940, l'ofensiva italiana a Grècia havia estat derrotada i els cuirassats italians Littorio, Conte di Cavour i Duilio havien estat danyats pels torpediners de la Royal Navy a la batalla de Tàrent. Les pèrdues de vaixells de la flota italiana havien facilitat als britànics el subministrament de Malta i Grècia. Les forces de l'Eix implicades en la campanya del Desert Occidental van ser subministrades a través del Mediterrani per combois des d'Itàlia fins a l'ASI. Trípoli era el principal port franc de la colònia, que tenia ports menors a l'est, inclosa Bengasi. La ruta normal en temps de guerra per als lliuraments de subministraments italians a Líbia va anar unes 600 milles (966 km) cap a l'oest al voltant de Sicília i després va abraçar la costa des de Tunísia cap a l'est fins a Trípoli, per evitar avions, vaixells i submarins britànics de Malta. Un cop a l'Àfrica, els subministraments de l'Eix havien de ser transportats a grans distàncies per carretera o en petits enviaments en vaixells comercials costaners, la distància de Trípoli a Bengasi era d'uns 1.050 km (650 milles). 

### Unternehmen Sonnenblume
A principis de 1941, després de l'operació Compass, la gran victòria britànica i de la Commonwealth a Egipte i Cirenaica, les unitats millor equipades del XIII Cos britànic van ser enviades a Grècia com a part de l'operació Lustre per ajudar l'exèrcit grec contra els invasors italians i per ser preparat per fer front a una invasió alemanya anticipada. Adolf Hitler va respondre al desastre italià a Egipte amb la Directiva 22 (11 de gener de 1941) ordenant l'Unternehmen Sonnenblume (Operació Gira-sol), el desplegament d'un nou Deutsches Afrika Korps (DAK) a Líbia, com a destacament de barrera (Sperrverband). El DAK tenia tropes noves amb millors tancs, equipament i suport aeri que les forces italianes supervivents a l'ASI. La força de l'Eix va atacar i va derrotar ràpidament els britànics a El Agheila el 24 de març i a Mersa el Brega el 31 de març, va aprofitar l'èxit i el 15 d'abril havia empès els britànics de tornada a la frontera líbio-egipcia a Sollum i assetjat. el petit port libi de Tobruk. Diversos intents de l'Eix d'apoderar-se de Tobruk van fracassar i la línia del front es va establir a la frontera egípcia al novembre de 1941.

### Malta
De l'1 de juny al 31 d'octubre de 1941, les forces britàniques amb base a Malta van enfonsar unes 220.000 tones llargues (223.530 t) de vaixells de l'Eix a les rutes dels combois africans, 94.000 tones llargues (95.508 t) per l'armada i 115.000 tones llargues (116 t) els avions de la Royal Air Force (RAF) i del Fleet Air Arm (FAA) de Malta i Egipte. Els vaixells de l'Eix carregats que navegaven cap a Àfrica van suposar el 90% de les pèrdues i els esquadrons amb seu a Malta van ser responsables d'aproximadament el 75% dels vaixells enfonsats per avions. L'octubre de 1941 els britànics van restablir la Força K, una flotilla de vaixells de superfície a Malta per primera vegada des de l'abril, més un destacament de torpediners Swordfish. El reconeixement aeri italià va descobrir els vaixells el 21 d'octubre i va cancel·lar les travessies cap a Trípoli, deixant només les instal·lacions inferiors a Bengasi per rebre combois.

## Preludi

### El comboi Duisburg (BETA)
El comboi estava format per dos vaixells alemanys, el SS Duisburg de 7.889 tonatge brut (TRB) i el SS San Marco (3.113 TRB) i els italians MV Maria (6.339 TRB), SS Sagitta (5.153 TRB) i MV Rina Corrado (5.180 TRB), transportant 389 vehicles, 34.473 tones llargues (35.026 t) de municions, combustible en barrils i tropes per a les forces italianes i alemanyes a Líbia. Els vaixells cisterna Conte di Misurata (7.599 TRB) i Minatitlan (5.014 TRB) transportaven 17.281 tones llargues (17.558 t) de combustible. Es va organitzar una poderosa escorta per a l'operació del comboi per contrarestar la Força K, la flotilla britànica amb seu recentment a Malta. El comboi es va dirigir a l'est de Malta, ja que els aeròdroms de Líbia estaven sota ocupació de l'Eix, en lloc de l'oest habitual i al llarg de la costa tunisiana. La velocitat del comboi era de 9 nusos (17 km/h; 10 mph) i l'escorta llunyana havia de navegar en zig-zag a 16 nusos (30 km/h; 18 mph). Brivonesi i la Supermarina tenien la impressió que els vaixells britànics no serien capaços d'atacar perquè passaven per alt el fet que els vaixells britànics estaven equipats amb radar i preparats només per als atacs nocturns amb avions.

### La Força K
La Força K (Capità William Agnew) consistia en els creuers lleugers HMS Aurora i Penelope amb sis canons de 6 polzades en torretes bessones cadascuna i dos tubs de torpede triples de 21 polzades. Els destructors HMS Lance i Lively de la Força H, amb quatre canons bessons de 4 polzades cadascun i dos tubs de torpede quàdruples de 21 polzades, es van unir a la Força K a Malta. Destinats a lluitar de nit, tots els vaixells estaven equipats amb radar i els creuers disposaven de nous reflectors amb millor rendiment.

### 7-8 de novembre
El comboi Duisburg (BETA), el 51è navegant alemany-italià des del 8 de febrer va sortir de Nàpols el 7 de novembre i la Força K va navegar l'endemà, avisat per l'èxit britànic en desxifrar els senyals italians relacionats amb els moviments marítims de l'Eix al Mediterrani. Alertat pels missatges desxifrats de la màquina Enigma, un bombarder de reconeixement Maryland de l'Esquadró 69 va trobar el comboi de Duisberg durant la tarda del 8 de novembre.

## La batalla

### 8/9 de novembre

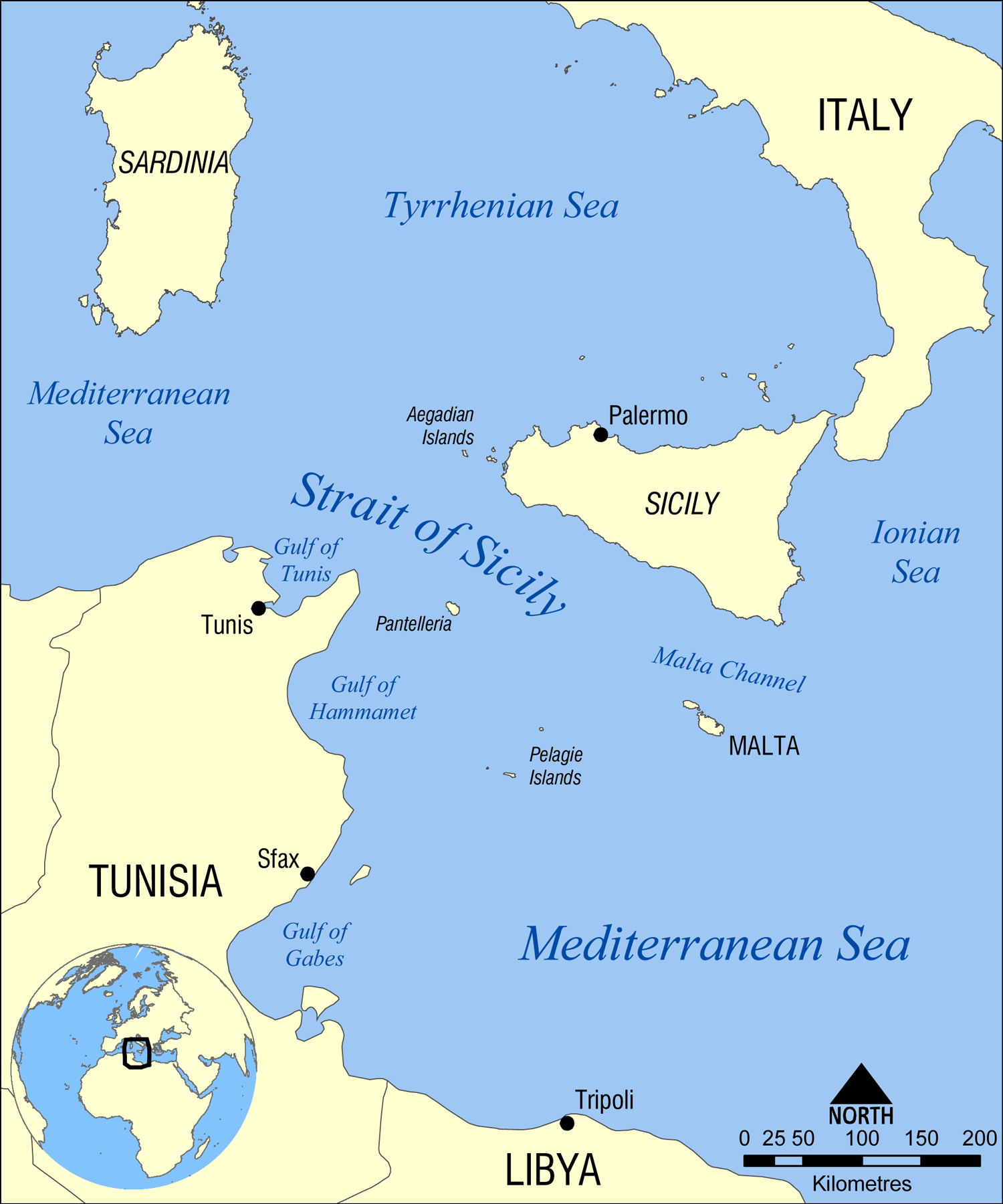
Mapa del Mediterrani central

La força K va fer 28 nusos (32 mph; 52 km/h) al nord-est de Malta, amb l'Aurora liderant els vaixells en línia per davant. El comboi principal es va trobar al voltant de la mitjanit a uns 135 milles nàutiques (155 milles; 250 km) a l'est de Siracusa. Hi havia una lleugera llum de lluna a l'est i els vaixells britànics van prendre posició amb la lluna perfilant el comboi. Agnew tenia instruccions per atacar primer els escortes més propers i després disparar contra el comboi, tractant-se amb les altres escortes tal com apareixien. Els vaixells britànics van reduir la velocitat a 20 nusos (23 mph; 37 km/h) i els equips de canons van rebre l'ordre de disparar de manera constant, sent el volum de foc menys important que la precisió. A mesura que els vaixells es tancaven amb el comboi, el radar va detectar més vaixells, que se suposa que eren destructors i escortes, però en realitat l'escorta llunyana (scorta a distanza). La Força K va enviar un senyal d'atac a les 12:47 del matí que va ser rebut pel Trieste, però l'embussos del Lively va impedir que un avís arribés al comboi; els únics vaixells conscients de l'atac estaven a 9,2 milles nàutiques (11 milles; 17 km) de distància.
Apuntant amb radar, els britànics van obrir foc al voltant de les 12:58 a.m. des d'un rang de 5.200 iardes (2,6 milles nàutiques; 3,0 milles; 4,8 km) fins a 3.000 iardes (1,5 milles nàutiques; 1,7 milles; 2,7 km). El Grecale va ser colpejat per les tres primeres salves de l'Aurora; el Lance i l'armament secundari de 4 polzades de l'Aurora van bombardejar un vaixell mercant. El Penelope es va enfrontar amb el Maestrale, el líder de l'escorta estreta (scorta diretta) i va estar a punt amb les primeres salves i el Lively va començar a bombardejar els vaixells mercants tres minuts després. Al principi, els italians van pensar que estaven sota atac aeri i el pal sense fil del Maestrale va ser colpejat. El Fulmine va atacar però aviat va ser greument danyat pel foc britànic, Milano va perdre un braç però va romandre al comandament fins que el vaixell es va enfonsar. El Grecale va ser colpejat i es va aturar fora del rang de torpedes i més tard va ser remolcat de tornada a port per l'Oriani. L'Euro, sense danys, va arribar a menys de 2.200 iardes (2.000 m) dels vaixells britànics, però els va confondre amb el Trieste i el Trento, ajudats pels vaixells que no disparaven contra l'Euro. El Maestrale havia estat fent senyals als vaixells italians que s'apleguessin al costat del port (extrem) del comboi, la qual cosa va portar a Cigala a revocar l'ordre de llançar torpedes. Moments després, els vaixells britànics van obrir foc, però l'Euro ja no estava en condicions d'atacar amb torpedes. Sis obusos britànics van colpejar l'Euro, però a tan poca distància van passar sense explotar i van matar una vintena de membres de la tripulació.

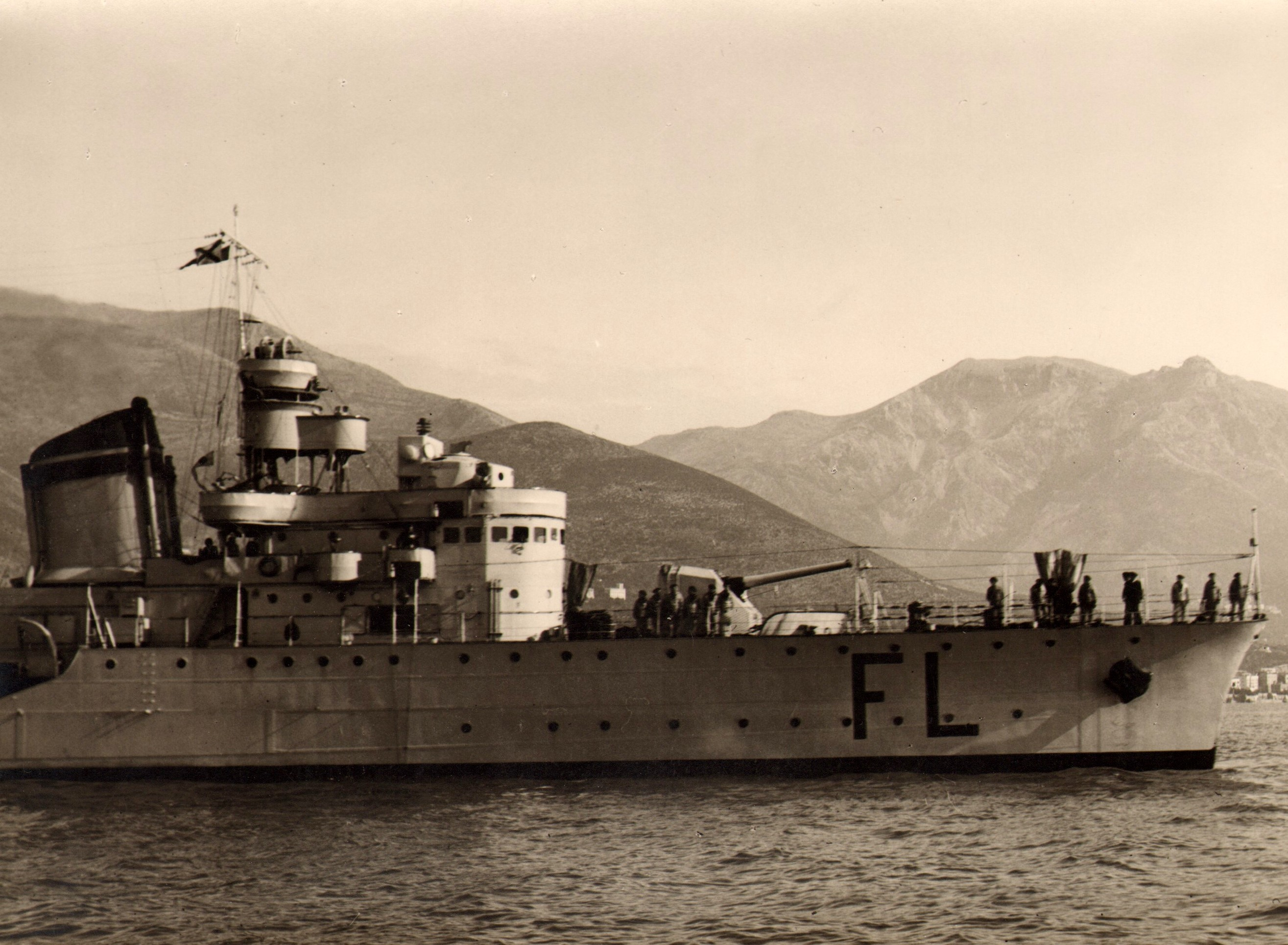
El destructor italià RN Fulmine

L'escorta llunyana es trobava al costat dret del comboi, fumant el doble de ràpid, fent ziga-zagues per mantenir l'estació i també pensava que el comboi estava sota atac aeri. A la 1:13 del matí Brivonesi va indicar a la Supermarina que els torpediners estaven atacant i després van navegar cap al punt on els vaixells britànics havien estat albirats per primera vegada, en lloc de la seva posició actual. Quan els vigies del Trieste van veure que l'arc d'obusos i vaixells començant a cremar, l'escorta llunyana es trobava a uns 5.000 iardes (2 milles nàutiques; 3 milles; 5 km) de distància al final del seu zig-zag lluny del comboi. A mesura que l'escorta es va tancar al comboi, els vaixells britànics es van moure més enllà de la resplendor dels vaixells en flames i es van fer molt més difícil d'identificar. El Trento va disparar obusos estel·lars, després tant Trieste com Trento van obrir foc contra els vaixells britànics a 8.700 iardes (4 milles nàutiques; 5 milles; 8 km). Des de l'1:10 fins a l'1:25 del matí, els britànics es van enfrontar als vaixells mercants de l'Eix amb obusos i torpedes, els vaixells fent poca acció evasiva. L'escorta propera del costat est del comboi es va desplaçar amb el Maestrale i l'Euro per reunir-se i després va tornar a atacar, les salves italianes no tenien cap efecte i els vaixells van ser expulsats. L'escorta llunyana va tornar a albirar els britànics i va disparar 207 cartutxos de 8 polzades (200 mm), aconseguint posar-se a cavall d'alguns dels vaixells britànics. Els incendis i les explosions als vaixells mercants van enfosquir els vaixells britànics i Brivonesi va ordenar a l'escorta llunyana que girés cap al nord a 24 nusos (28 mph; 44 km/h) per interceptar-los, però no va fer més contacte. Alguns obusos havien caigut prop de vaixells britànics quan van acabar amb el comboi, però només van causar danys a l'embut del Lively; a les 1:40 hores s'han cessat els trets.

### 9 de novembre

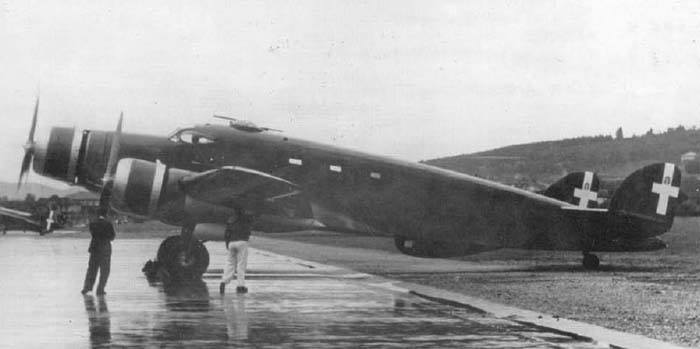
Torpediner Savoia-Marchetti SM.84

Tots els vaixells mercants de l'Eix s'havien enfonsat o estaven en flames i s'havien enfonsat. A les 2:05 del matí, els britànics van anar darrere del comboi per buscar més vaixells i després l'Aurora va augmentar la velocitat a 25 nusos (46 km/h; 29 mph) i es va dirigir cap a Malta. La força K va ser perseguida de manera ineficaç per la força de cobertura, sense notar les salves italianes a les 2:07 del matí. Poc després, es va veure una llum intermitent al nord, que es va investigar per si es tractava de més vaixells italians però va resultar ser el submarí HMS Upholder, indicant un repte. El comandant va informar que dos destructors italians havien navegat cap al nord. La Força K va reprendre el viatge cap a Malta. A les 8:10 del matí van arribar les escortes de caces Hurricanes i dos torpediners SM.84 de la 242a Squadriglia van atacar la força al sud-est de Malta i van reclamar un impacte contra un creuer a les 8:35 del matí. 
Cap a les 9:20 del matí, dos SM.79 de la 278a Squadriglia van atacar i també van informar d'un impacte en un creuer. Els britànics van observar que els bombarders van llançar els seus torpedes des de massa lluny i es van girar tan bon punt els vaixells van disparar contra ells. Els britànics van afirmar que un bombarder va ser abatut, però això estava malament, tot i que el Lively va insistir que un torpediner es va veure a l'horitzó, en flames i enfonsant-se al mar; el Lively també va informar que havia vist un Hurricane submergit al mar. La Força K va arribar al port de Malta a les 13:05 d'aquella tarda, després d'haver enfonsat unes 39.800 tones llargues (40.439 t) de vaixells de l'Eix. El destructor Libeccio va ser torpedinat per l'Upholder mentre rescatava alguns dels 704 supervivents del comboi BETA. El Libeccio va ser agafat a remolc per l'Euro, però es va enfonsar després d'un col·lapse estructural intern. Els creuers italians també buscaven supervivents i van aconseguir evadir els torpedes.

## Conseqüències

### Anàlisi
El 1948, Marcantonio Bragadin va escriure que la batalla va ser una greu derrota italiana, en la qual els individus havien demostrat una valentia exemplar però els escortes havien mancat de coordinació i havien comès errors a causa de la confusió provocada per la sorpresa i la velocitat de l'atac britànic i per una identitat equivocada. Els italians no tenien resposta als equips i tàctiques de lluita nocturna britàniques superiors que havien revolucionat la lluita nocturna marítima. L'obsolescència tècnica va fer que l'intent italià de contrarestar els britànics a la nit fos un sacrifici inútil de tripulacions i vaixells. Escrivint l'any 1957, l'historiador oficial britànic de la Royal Navy, Stephen Roskill, va escriure que la moral a la Regia Marina va patir molt després que una escorta tan formidable no hagués pogut evitar el desastre. L'endemà, Rommel va indicar a Berlín que els combois a l'ASI s'havien suspès i que dels 60.000 soldats que havien de venir a Bengasi, només n'havien arribat 8.093. El 1960, Ian Playfair, al volum III de "Història de la Segona Guerra Mundial, la Mediterrània i l'Orient Mitjà, la història oficial de la campanya britànica, va escriure que la destrucció del comboi de Duisburg (BETA) va suposar un dur cop per a la les forces de l'eix a Cirenaica van arribar alguns subministraments en vaixells que navegaven sols o en parelles, es van fer més viatges en submarins i es van planificar menys combois amb més escortes i quatre combois van navegar el 20 de novembre..
El 2002, Jack Greene i Alessandro Massignani van escriure que l'agregat naval alemany, l'almirall Werner Löwisch, va criticar l'entrenament italià de lluita nocturna, assenyalant que de les seves 150 sessions d'entrenament al creuer Leipzig, 130 havien estat de nit. Els vaixells italians no tenien equipament de lluita nocturna com els telèmetres de poca llum; els vaixells torpediners (destructors d'escolta en el llenguatge britànic) no podien enfrontar-se a objectius més llunyans de 10.000 iardes (6 milles; 9 km). En un informe a Berlín, Weichold va acusar la manca d'entrenament i va acusar Brivonesi d'incompetència. En retrospectiva, els italians s'havien equivocat en assumir que un atac nocturn de vaixells era poc probable; els vaixells mercants haurien d'haver rebut instruccions per dispersar-se o navegar lluny d'un atac. Els destructors de babord no haurien d'haver-se retirat, sinó que van atacar immediatament sense tenir en compte el risc de foc amic i l'escorta llunyana hauria d'haver estimat la posició de la Força K en comptes d'anar cap a l'albirament, atacant els britànics mentre navegaven cap a Malta. Brivonesi va ser sotmès a un tribunal marcial i acomiadat per no haver atacat (i reintegrat el 5 de juny de 1942).
El 2009, Vincent O'Hara va escriure que la destrucció del comboi de Duisburg (BETA) va ser "una de les victòries de superfície naval britànica més brillants de la guerra" en què els britànics van demostrar una millor capacitat tàctica, equipament i lideratge, combinats amb sort, sorpresa i incompetència italiana. Els alemanys estaven indignats i volien imposar oficials navals alemanys a la Supermarina i fins i tot als vaixells italians. El gran almirall Erich Raeder va dir a Hitler que:
| « | Avui l'enemic té una supremacia naval i aèria completa a l'àrea de les rutes de transport alemanyes....[Els] italians no són capaços d'aportar cap millora important a la situació, a causa de la situació del petroli i a causa de les seves pròpies operacions i impotència tàctica. | » |

La Supermarina va intentar combois més petits i dispersos i combois de vela alhora per enganyar els britànics, però els trencadors de codis britànics van exposar l'enginy. Quan quatre vaixells van sortir de Nàpols el 20 de novembre amb una escorta de creuers pesats i lleugers, els submarins britànics de Malta van torpedinar dos creuers, obligant el comboi a tornar enrere.

## Ordres de batalla

### Regia Marina
Escorta tancada (capità Ugo Bisciani) [Dades dels vaixells extretes d'O'Hara (2009) tret que s'indiqui]
- - Maestrale
  - Grecale
  - Libeccio
  - Fulmine (capitano di corvetta Mario Milano) enfonsat
  - Euro (capitano di corvetta Giuseppe Fulgosi)[26]
  -  Alfredo Oriani

Escorta distant (Vicealmirall Bruno Brivonesi) 
- 3a Divisió de Creuers 
  - Trieste
  - Trento
- 13a Flotilla de Destructors 
  - Granatiere
  - Fuciliere
  - Bersagliere
  - Alpino

#### Mercants
Dades de Jordan (2006) a no ser que s'indiqui 
- Enfonsats a la posició 37° 08' N, 18° 09' E a no ser que s'indiqui
- Carrega, 389 vehicles, 13,290 tones long (13,500 t) carrega general, 1,579 tones long (1,604 t) municions, 17,281 tones long (17,558 t) combustible[10]
- Alemanys
  - SS Duisburg 7,389 GRT, 13 kn (24 km/h; 15 mph), enfonsat
  - SS San Marco 3,113 GRT, enfonsat
- Italians
  - MV Maria 6,339 GRT, 11.5 kn (21.3 km/h; 13.2 mph), enfonsat
  - SS Sagitta 5,269 GRT, 10 kn (19 km/h; 12 mph), enfonsat
  - SS Rina Corrado 5,180 GRT, 11 kn (20 km/h; 13 mph), enfonsat
  - SS Conte di Misurata 5,014 GRT, 8 kn (15 km/h; 9.2 mph), enfonsat, 37° 10' N, 18° 10' E
  - SS Minatitlan 7,599 GRT, 12 kn (22 km/h; 14 mph), enfonsat

### Royal Navy
Dades de Greene i Massignani (2002) a no ser que s'indiqui 

Força K (Captain William Agnew)
- Creuers lleugers 
  - HMS Aurora (vaixell insígnia)
  - Penelope
- Destructors
  - HMS Lance
  - Lively